# Damien Cabanes
Pour les articles homonymes, voir Cabanes.
Damien Cabanes né le 14 novembre 1959 à Suresnes (Hauts-de-Seine) est un artiste peintre et sculpteur français.

## Biographie
Damien Cabanes étudie à l’école nationale supérieure des beaux-arts de Paris 1978 à 1983, auprès notamment d'Olivier Debré.
L'une de ses particularités tient au fait que Damien Cabanes intègre dans une même démarche le geste du peintre et celui du sculpteur, renvoyant les deux techniques face à face. Pour lui, le rôle de la couleur est essentiel dans la sculpture car elle possède une capacité de modifier les volumes en les agrandissant, les rétrécissant, les éloignant ou en les rapprochant.

Il fait ainsi partager à son spectateur son intérêt pour l’architecture et les sensations liées à l'enfance, comme en témoigne cette phrase : 

« Je recherche ça, l’enfance, et il y a dans mon approche un côté ludique, un côté très simple, qui peut parfois aller de pair avec quelque chose de plus terrifiant. »

Pour ses œuvres, Cabanes utilise comme matériaux le plâtre, la terre, le polystyrène, la résine époxy ou encore la gouache.

## Une œuvre marquante:Autoportrait
Damien Cabanes se représente de manière propre à ses caractéristiques dans sa peinture s’intitulant Autoportrait peint dans les années 1993-1994.
Cette œuvre est un autoportrait où figure un homme au premier plan sur fond neutre ce qui accentue l’idée de grandeur du peintre. L’artiste se représente avec une expression sinistre; il  tient dans sa main gauche, un objet de forme abstraite. Crayon ? Couteau ? Spatule ? Pinceau ? Ce qui laisse planer une sensation de mystère au sein du tableau, qui cherche à faire comprendre au spectateur qu’il ne faut pas se fier uniquement aux apparences.

## Expositions

### Expositions personnelles
- 2022 : Galerie Éric Dupont, Paris[4]

### Expositions collectives
- 2014 : Biennale de Busan, Busan, Corée du Sud[5]